# 小行星7086
小行星7086（英語：7086 Bopp）是一颗围绕太阳公转的小行星。1991年10月5日，卡罗琳·舒梅克、尤金·舒梅克在帕洛马山发现了此天体。
这颗小行星的绝对星等为174.03253等。